# 퍼스트뱅크 센터
퍼스트뱅크 센터(영어: 1stBank Center)는 미국 콜로라도주 브룸필드에 위치한 실내 경기장이다. 과거 CHL 록키마운틴 레이지와 D-리그 콜로라도 포티너스의 홈경기장으로 사용했다.